# Néstor Salvador Quintana
Néstor Salvador Quintana (Salta, 27 de agosto de 1933-19 de agosto de 2024) fue un periodista, profesor y político argentino que supo desempeñarse como intendente de la Ciudad de Salta.

## Biografía
Néstor nació en 1933 en la capital de la provincia de Salta y realizó sus estudios primarios y secundarios en dicha ciudad. Posteriormente estudió hasta cuarto año la carrera de abogacía en la Universidad Nacional de Córdoba.
Escribió columnas en El Intransigente, Norte, El Tribuno y en los semanarios Crónica del NOA, Redacción, Cuarto Poder, Nueva Propuesta, etc.

Entre 1957 y 1958 fue Secretario General del Consejo de Educación de la Provincia de Salta también fue Secretario del bloque de senadores de la Unión Cívica Radical del Pueblo en 1959-61 y 1963-66. En 1952 ejerció como secretario general de la Policía de Salta. Fue Director de Información Pública de la Provincia entre 1968 y 1969; Director de Prensa de la UNSa entre 1977-1980 y en 1984. En 1981 fue Director de Prensa y Difusión de la Provincia.
Entre el 30 de julio de 1982 y el 10 de diciembre de 1983 fue el Intendente Municipal de la Ciudad de Salta designado como interventor por el gobernador de facto Roberto Ulloa reemplazando a Rodolfo Aniceto Fernández. Posteriormente le entregó el mandato al primer intendente desde el retorno de la democracia Roberto Adán Galli designado por el gobernador Roberto Romero.
Posteriormente fue el director de radio nacional Salta en 1985 y fue diputado provincial en representación de la capital entre 1985 y 1989 por el partido Unión Cívica Radical. En 1999 fue el candidato a vicegobernador de la provincia de Salta en fórmula con Ricardo Gómez Diez en representación de la alianza salteña que incluía en Salta a la UCR y al PRS. En esa ocasión obtuvieron el 40,19% de los votos de los salteños pero no fueron suficientes para vencer al gobernador Juan Carlos Romero que había logrado 58,48%.
En 2021 el Concejo Deliberante de la Ciudad de Salta reconoció su trayectoria como periodista y docente en el ámbito de la Ciudad.